# آواز پرنده (فیلم ۲۰۲۰)
آواز پرنده (به انگلیسی: Songbird) یک فیلم سینمایی علمی–تخیلی، عاشقانه و دلهره‌آور آمریکایی محصول سال ۲۰۲۰ که دربارهٔ دنیاگیری کووید–۱۹ در کالیفرنیا می‌باشد. به کارگردانی آدام میسون که با همکاری سایمون بویز فیلمنامه را نوشت و تهیه کنندگی آن را مایکل بی، آدام گودمن، اندرو سوگرمن و ابن دیویدسون بر عهده دارند. بازیگران اصلی این فیلم کی جی آپا، سوفیا کارسون، دمی مور، کریگ رابینسون، پیتر استورماره، پاول والتر هوزر، برادلی وایتفورد و جنا اورتگا هستند.

## خلاصه داستان فیلم
در سال ۲۰۲۲، یک بیماری همه‌گیر تمام دنیا و شهرهایش را تحت تأثیر قرار می‌دهد؛ که بر گروهی از مردم که با مشکلات و موانع زندگی در این جامعه دست و پنجه نرم می‌کنند، مشکلاتی از قبیل بیماری، حکومت نظامی، قرنطینه و مأمورین اجرای آن‌ها و…

## تولید فیلم
در ۱۹ مه سال ۲۰۲۰، گزارش شد که مایکل بی، آدام گودمن و ابن دیویدسون فیلمی در مورد بیماری همه گیر کرونا با عنوان پرنده آواز خوان تولید می‌کنند. قرار بود آدام میسون که با همکاری سایمون بویز فیلمنامه را نوشت، کارگردانی آن را بر عهده بگیرد.
در ژوئن سال ۲۰۲۰، دمی مور، کریگ رابینسون، پیتر استورماره و پاول والتر هوزر برای بازیگران انتخاب شدند. در ماه ژوئیه، بردلی ویتفورد، جنا اورتگا، کی جی آپا و سوفیا کارسون به جمع بازیگران پیوستند.
بازیگران از راه دور برای آماده‌سازی برای فیلمبرداری آموزش دیدند.
تولید اصلی در ۸ ژوئیه ۲۰۲۰، در لس آنجلس آغاز شد. در ابتدا فیلمبرداری توسط SAG-AFTRA متوقف شد و وی اجازه تولید را یک روز بعد صادر کرد. این فیلم در ۳ اوت ۲۰۲۰ به پایان رسید.
در اوت ۲۰۲۰ کمپانی اس‌تی‌اکس انترتینمنت حق توزیع فیلم را به دست آورد.